# Рубцово (Бежаницкий район)
Рубцово — деревня Новоржевского уезда Псковской губернии, сейчас это территория Бежаницкого района. Деревня была расположена между правым берегом реки Сороти между границ Островского и Порховского уезда из описания на 1872-77 годы. Относилась к приходу погоста Плесс с кирпичная ныне утраченной Святой Живоначальной Троицы и Николая Чудотворца, построенной на деньги прихожан в 1771 году. Церковь обладала редкой иконой, как «Деисус» (иконная группа из трёх образов: Христа, Богородицы и Иоанна Предтечи), церковь разрушили в 1937 г. В 1942 на месте старой церкви была построена новая, деревянная. При церкви до революции была церковно-приходская школа.
Численность населения деревни на 1872-77 г.г. составляла 9 дворов, 18 жителей мужского пола, 16 жителей женского пола.